# آنا مارگاریدا د کاروالیو

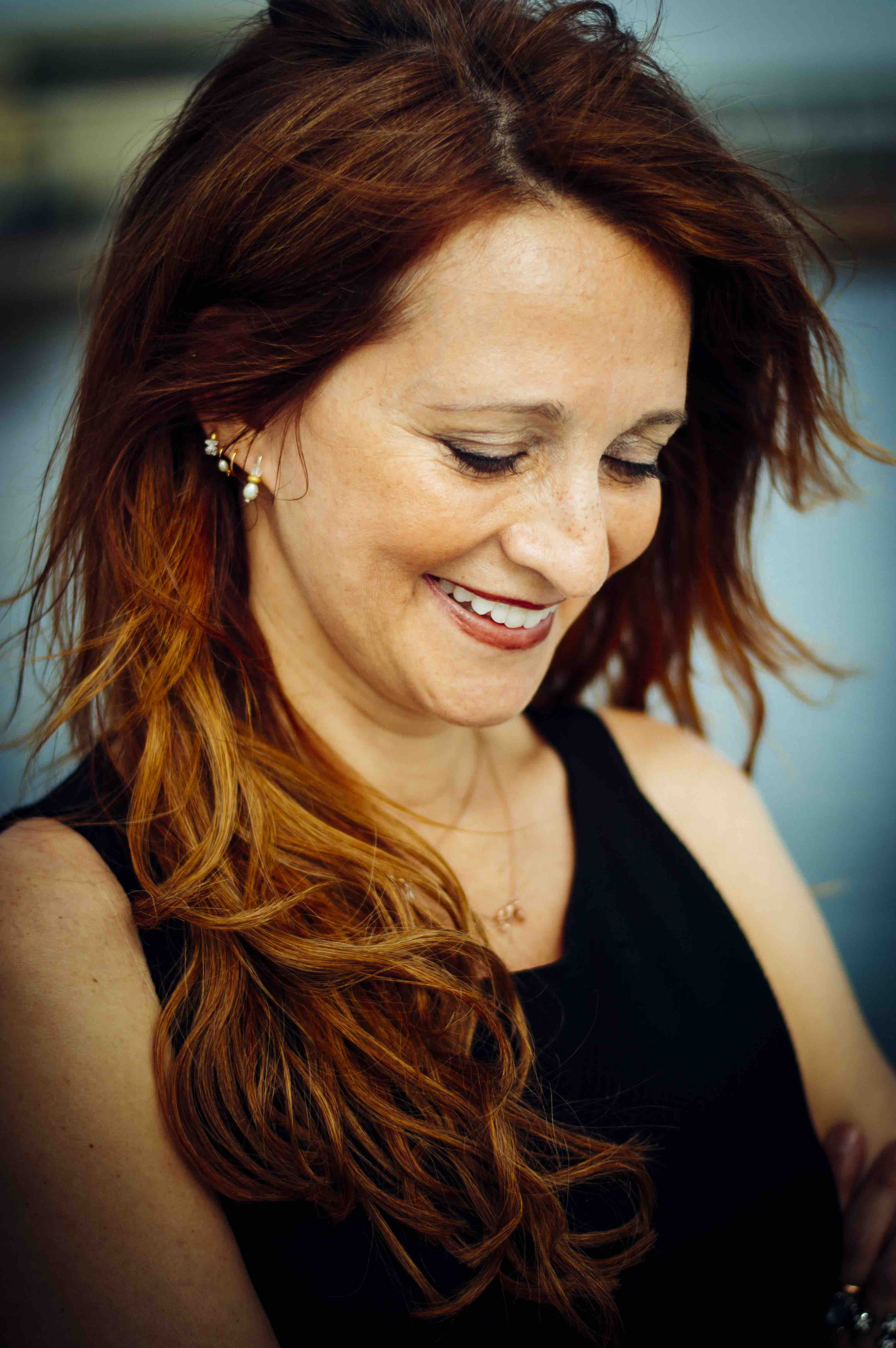
آنا مارگاریدا د کاروالیو

آنا مارگاریدا د کاروالیو (زاده ۱۹۶۹ در لیسبون) نویسنده و روزنامه‌نگار پرتغالی است. تنها نویسنده پرتغالی که برای هر یک از سه اثر داستانی ادبی متوالی خود، جایزه بزرگ انجمن نویسندگان پرتغال (APE/DGLB) را دریافت کرد.